# Strandella quadrimaculata
Espèce
Synonymes
- Oedothorax quadrimaculatus Uyemura, 1937

Strandella quadrimaculata est une espèce d'araignées aranéomorphes de la famille des Linyphiidae.

## Distribution
Cette espèce se rencontre au Japon et en Corée du Sud.

## Description
Le mâle holotype mesure 3,0 mm et la femelle paratype 3,2 mm.
Le mâle décrit par Oi en 1960 mesure 3,12 mm et la femelle 3,62 mm.

## Systématique et taxinomie
Cette espèce a été décrite sous le protonyme Oedothorax quadrimaculatus par Uyemura en 1937. Elle est placée dans le genre Strandella par Oi en 1960.

## Publication originale
- Uyemura, 1937 : « Two new spiders from Mt. Amagi, Izu Province. » Acta Arachnologica, vol. 2, p. 150-156 (texte intégral).